# Baghdati (stad)
Baghdati (Georgisch: ბაღდათი) is een plaats met stadsrechten in het westen van Georgië met 2.511 inwoners (2024), gelegen in de regio (mchare) Imereti. Het is het bestuurlijk centrum van de gelijknamige gemeente. Baghdati ligt op 200 meter boven zeeniveau op de noordelijke hellingen van het Meschetigebergte, aan de rand van het Colchis-laagland. De Chanistskali, een linkerzijrivier van de Rioni, stroomt er vanuit het zuiden langs. Baghdati ligt op ruim 210 kilometer ten westen van hoofdstad Tbilisi en 25 kilometer ten zuiden van regiohoofdstad Koetaisi.

## Toponiem
De naam zou etymologisch verwant zijn met de naam Bagdad, wat in het Perzisch Godsgeschenk betekent. In het Georgisch staat voor een deel van de Georgische kerkelijke hoofddoek voor vrouwen. Er is geen eensluidende mening over de werkelijke afkomst van de naam.

## Geschiedenis

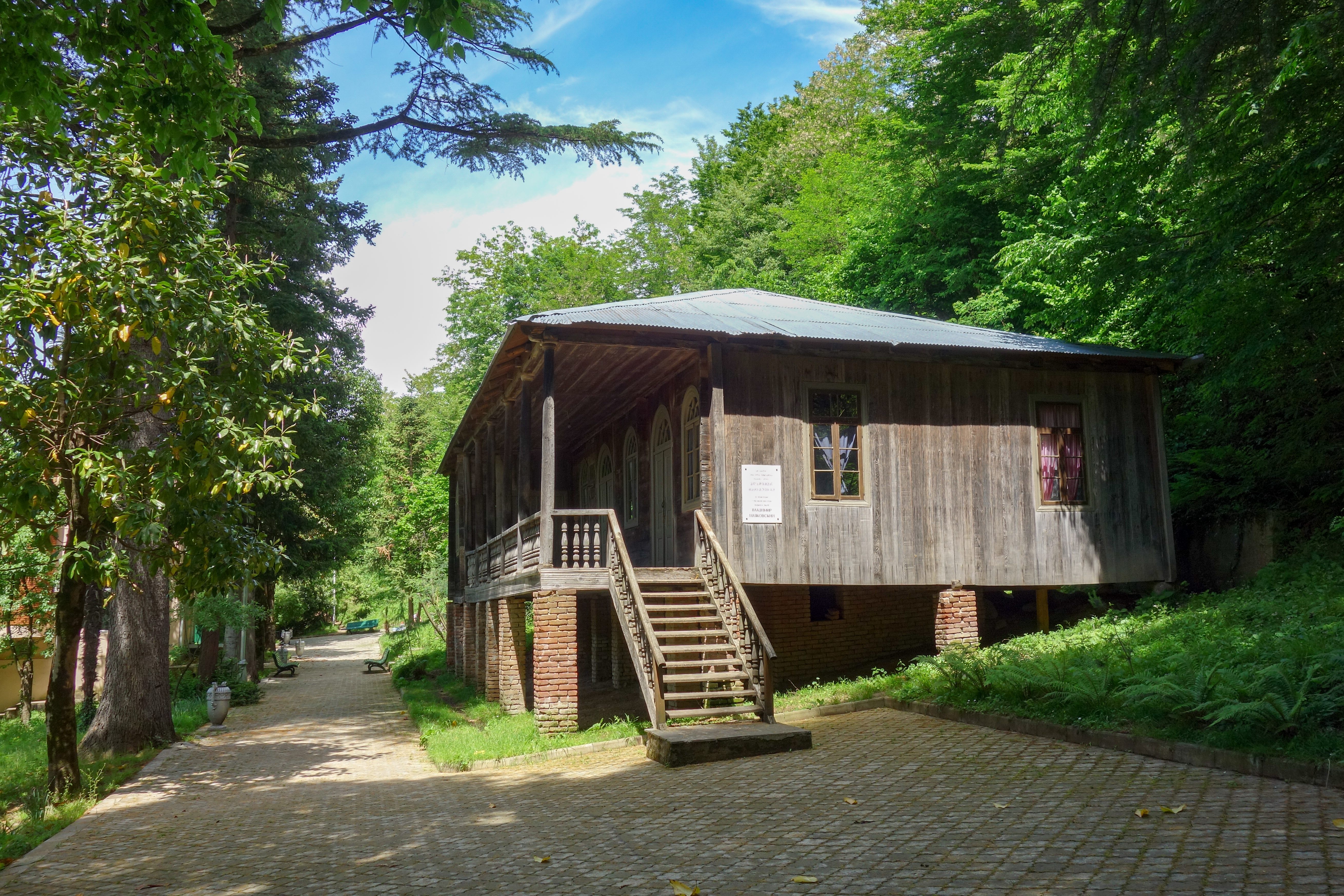
Huismuseum dichter Vladimir Majakovski

De naam Baghdati zou in de 17e eeuw voor het eerst genoemd worden in historische bronnen. De Ottomanen, die dit gebied vanaf de 16e eeuw controleerden, bouwden hier een fort. Het oude centrum zou hebben gelegen op de plek waar tegenwoordig de residentie van het Bisdom van Vani en Baghdati staat. De nederzetting werd in de tweede helft van de 19e eeuw het centrum van een van de gemeentelijk districten van het Gouvernement Koetais. In 1930 werd Baghdati het centrum van het rajon (district) Baghdati. 
In 1940 opende in Baghdati het huismuseum van de Russische dichter Vladimir Majakovski die hier opgroeide. Bij deze gelegenheid werd de naam van Baghdati veranderd in Majakovski. In 1990 werd de oorspronkelijke naam weer hersteld. In 1961 kreeg Majakovski de status 'nederzetting met stedelijk karakter', en in 1981 de stadsstatus. Baghdati is onder de Sovjet-Unie en daarna een onopvallende provincieplaats gebleven. In 1995 werd het Bisdom van Vani en Baghdati opgericht, met de Baghdati-kathedraal als residentie.

## Demografie
Begin 2024 had Baghdati 2.511 inwoners, een verlies van bijna een derde sinds de volkstelling van 2014. De bevolking van Baghdati bestond in 2014 vrijwel geheel uit Georgiërs (99,6%).
| Aantal                                                           | - | - | 2.788 | 4.586 | 4.609 | 4.831 | 5.465 | 4.724 | 3.707 | 3.138 | 2.511 |
| Verantwoording data: Bevolkingsstatistiek Georgië 1897 tot heden |   |   |       |       |       |       |       |       |       |       |       |

## Bezienswaardigheden
- Huismuseum van de beroemde Russische dichter Vladimir Majakovski die in Baghdati geboren is en er zijn jeugd doorbracht. Opgericht in 1940.[10]

## Vervoer
Als gemeentelijk centrum komen er een aantal regionaal belangrijke wegen samen in Baghdati, waarvan twee met een interregionaal of nationaal karakter. De nationale route Sh13 begint in Baghdati en volgt de zuidoever van de Rioni via Vani naar Dapnari waar de weg aansluit op de S12 / E692 naar Batoemi. De tweede belangrijke route met een nationaal karakter is de Sh14 tussen Koetaisi en Achaltische via Baghdati door het Meschetigebergte langs de kuuroorden Sairme en Abastoemani en over de Zekaripas gaat. In de late Sovjetjaren was deze weg als A307 een van de tien belangrijkste wegen in de Georgische SSR.

## Geboren
- Vladimir Majakovski (1893-1930), belangrijk dichter van het Russische Tsarenrijk en de Sovjet-Unie in het begin van de 20e eeuw. Baghdati werd naar hem vernoemd.